# Ferid Murad
Ferid Murad, född 14 september 1936 i Whiting, Indiana, död 4 september 2023 i Menlo Park, Kalifornien, var en amerikansk farmakolog med albansk familjebakgrund. År 1998 tilldelades han nobelpriset i fysiologi eller medicin för sina upptäckter rörande kväveoxid som en signalmolekyl i kardiovaskulära systemet. Han delade priset med amerikanerna Robert F Furchgott och Louis J Ignarro.
Murad tog doktorsexamen i medicin och farmakologi vid Western Reserve University 1965. Han var professor i invärtesmedicin och farmakologi vid University of Virginia School of Medicine 1975-1981, professor i medicin och farmakologi vid Stanford University 1981-1989. Han arbetar nu vid University of Texas Medical School i Houston. 
Kväveoxid (NO) är en gas som överför signaler i kroppen. Kväveoxid som produceras i en cell, tränger igenom cellmembranen till andra celler och reglerar funktionen i dessa. Att en gas kan ha denna funktion var en helt ny upptäckt. Ferid Murad studerade hur nitroglycerin och andra besläktade substanser som påverkar hjärtkärlen fungerade och upptäckte 1977 att de frigjorde kväveoxid, som i sin tur påverkar hjärtmuskulaturen.
1996 tilldelades han Albert Lasker Basic Medical Research Award.